# Мірошников Іван Іванович
Іва́н Іва́нович Міро́шников (*21 вересня 1931, станиця Шумилинська Ростовської області —†1989, Харків) — український радянський поет, пісняр.

## Біографічні відомості
Іван Іванович Мірошников народився 21 вересня 1931 року в станиці Шумилинській тепер Верхньодонського району Ростовської області в родині службовця.
Закінчив Харківське вище військове авіаційне інженерне училище (1963).
Майор-інженер.
Ветеран космодрому Байконур.
Нагороджений медалями.

## Творчість
Член СП СРСР з 1973 року. Писав російською мовою.

## Твори
Збірки віршів
- «Ветер дальних дорог» (1961)
- «В краю космодромов» (1964)
- «И совесть и любовь моя» (1970)
- «Пахари вселенной» (1975)
- «Тюльпаны Байконура» (1978)
- «Огнекрылое племя» (1981)
- «Звездный причал» (1982)

Автор текстів багатьох пісень.
Окремі вірші перекладались українською, болгарською, чеською мовами.